# Dzwonowice
Dzwonowice – wieś w Polsce położona w województwie śląskim, w powiecie zawierciańskim, w gminie Pilica, przy drodze wojewódzkiej nr 794.
| SIMC    | Nazwa    | Rodzaj    |
| ------- | -------- | --------- |
| 0219299 | Na Dole  | część wsi |
| 0219307 | Na Górze | część wsi |

W latach 1975–1998 miejscowość administracyjnie należała do województwa katowickiego.